# Сервий Корнелий Сципион Салвидиен Орфит (консул 110 г.)
Вижте пояснителната страница за други личности с името Сервий Корнелий Сципион Салвидиен Орфит.
Сервий Корнелий Сципион Салвидиен Орфит (на латински: Servius Cornelius Scipio Salvidienus Orfitus) е политик и сенатор на Римската империя през края на 1 век и началото на 2 век.
Той е внук на Сервий Корнелий Сципион Салвидиен Орфит (консул 51 г.) и син на Сервий Корнелий Сципион Салвидиен Орфит (суфектконсул 82 г.).
През 110 г. той е консул заедно с Марк Педуцей Присцин. По времето на императорите Адриан и Антонин Пий е дълги години градски префект на Рим.
Неговият син Сервий Корнелий Сципион Салвидиен Орфит e консул през 149 г. Дядо е на Сервий Корнелий Сципион Салвидиен Орфит (консул 178 г.).